# Гней Помпей Лонгин
Вижте пояснителната страница за други личности с името Гней Помпей.
Гней Помпей Лонгин, с пълно име Гней Пинарий Емилий Цикатрикула Помпей Лонгин (на латински: Gnaeus Pinarius Aemilius Cicatricula Pompeius Longinus; * 50; † 105 г., Дакия) e сенатор и военачалник на Римската империя.
Той e легат на Юдея през 90 г. и след това суфектконсул през 90 г. От 93/94 до 96/ 97 г. e легат на провинция Долна Мизия и от 97/ 98 на Панония inferior. Самоубива се през 105 г.